# Röyksopp
Royksopp este un duo norvegian de muzică electronică din Tromsø, Norvegia format în 1998. Încă de la început, membrii formației au fost Svein Berge și Torbjorn Brundtland.
Svein Berge și Torbjorn Brundtland au fost colegi de școală în Tromsø. Cei doi au experimentat cu diverse forme ale muzicii electronice în orașul natal înainte de a merge fiecare pe drumul lui. Câțiva ani mai târziu, cei doi s-au reunit și au format Royksopp, formație adeptă a curentului Bergen (Bergen Wave). După ce au experimentat cu diferite genuri ale muzicii electronice, grupul și-a găsit locul în scena muzicală electronică odată cu lansarea albumului de debut din 2001, Melody A.M., lansat prin casa de discuri Wall of Sound.
Stilistic, trupa combină diverse genuri de la muzică house la drum and bass și sunete afroamericane. Formația este cunoscută și pentru concertele elaborate și costumele excentrice afișate în acestea.
De la debutul din 1998, grupul a cunoscut succes atât critic cât și comercial în toată lumea. Royksopp au fost nominalizați la un premiu Grammy și au câștigat șapte premii Spellemannprisen iar cele patru albume de studio lansate au atins toate primul loc în Norvegia.

## Componență
- Svein Berge (n. 1976)
- Torbjorn Brundtland (n. 1975)

## Discografie

### Albume de studio
- Melody A.M. (31 decembrie 2001)
- The Understanding (4 iulie 2005)
- Junior (23 martie 2009)
- Senior (13 septembrie 2010)

### Compilații
- Back to Mine: Royksopp (5 martie 2007)

### EP-uri
- Royksopp's Night Out (27 februarie 2007)